# Dömitz
Dömitz é um município da Alemanha, situado no distrito de Ludwigslust-Parchim, no estado de Mecklemburgo-Pomerânia Ocidental. Tem 60,38 km² de área, e sua população em 2019 foi estimada em 3.011 habitantes.